# Philip Heise
Philip Heise (Düsseldorf, 20 giugno 1991) è un calciatore tedesco, difensore del VVV-Venlo.

## Carriera
Preso nel 2013 dal Preußen Münster, Philip gioca fino al 2015 all'Heidenheim. Nel 2015 viene acquistato dallo Stoccarda per circa 750.000 euro.

## Palmarès

### Club

#### Competizioni nazionali
- 3. Liga: 1

Heidenheim: 2013-2014
- Football League Championship: 1

Norwich City: 2018-2019